# Bibirevo
Bibirevo (Russisch: Бибирево uitspraakⓘ) is een station aan de Serpoechovsko-Timirjazevskaja-lijn van de Moskouse metro. Het is het eerste Moskouse metrostation dat na het uiteenvallen van de Sovjet-Unie werd geopend. Tot de verlenging van de lijn in 1994 lagen er ten noorden van het perron keersporen. Zodra de lijn was doorgetrokken  werden deze verwijderd. Het ondiep gelegen zuilenstation op 9,5 meter diepte heeft ronde marmeren zuilen die boogvormige liggers dragen. De tunnelwanden zijn eveneens bekleed met wit marmer met biezen van grijs oefa marmer. Het perron bestaat uit donkergrijs graniet met vierkanten uit rood graniet. Het station kent twee verdeelhallen, de zuidoostelijke heeft twee uitgangen aan weerszijden van de Pletsjeëvastraat richting de Prisjvinastraat en is met roltrappen en een lift verbonden met het perron. De noordwestelijke ligt ten noorden van het busstation bij het kruispunt van de Bibirevskajastraat en de Kostromskajastraat en heeft uitgangen langs de Kostromskajastraat. Deze hal beschikt slechts over vaste trappen. De verdeelhallen zijn opgesierd met moderne kunst van de kunstenaars A.M. Ladoer en D.A. Ladoer.    

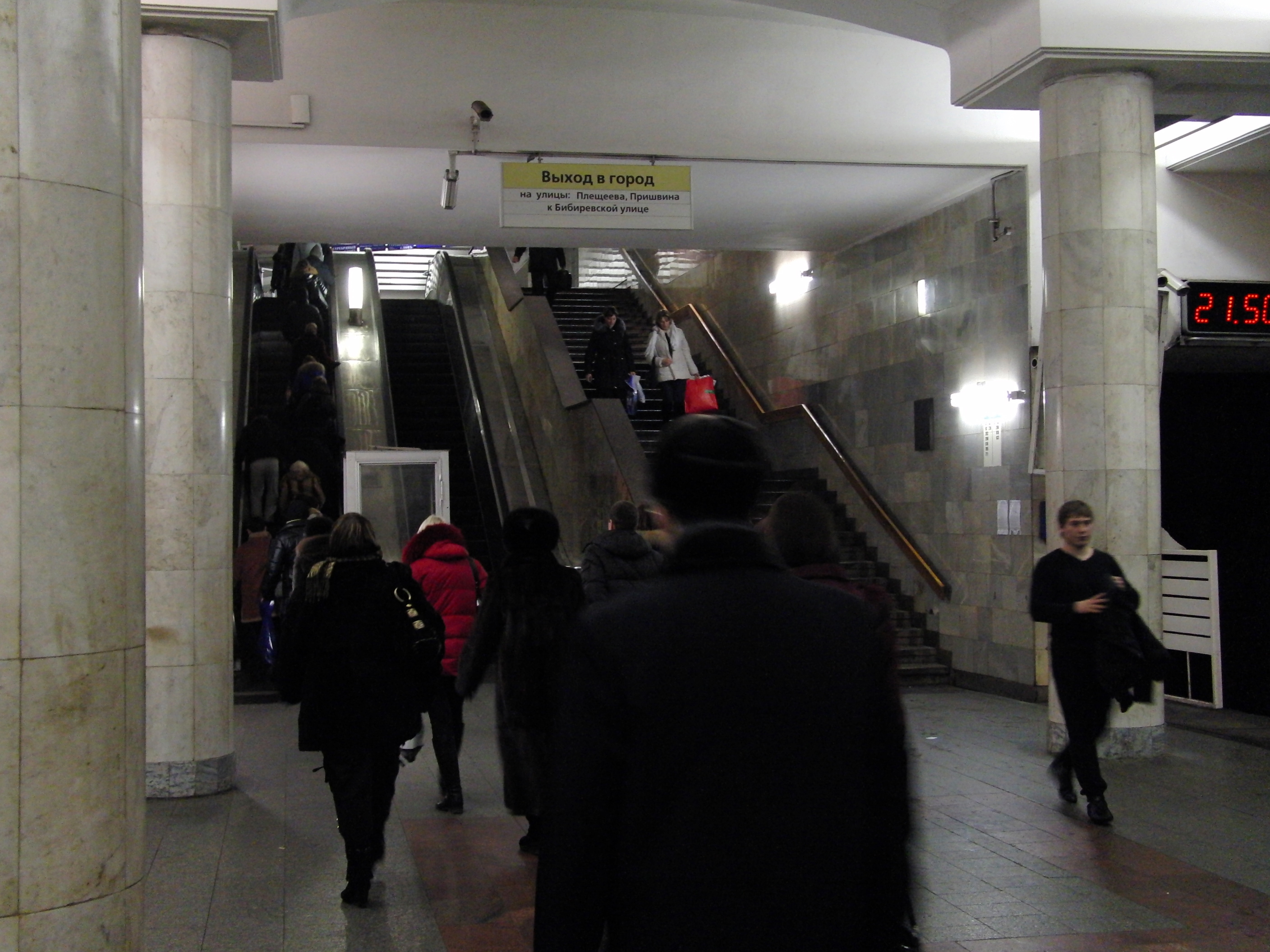
De zuidoostelijke toegang van het perron
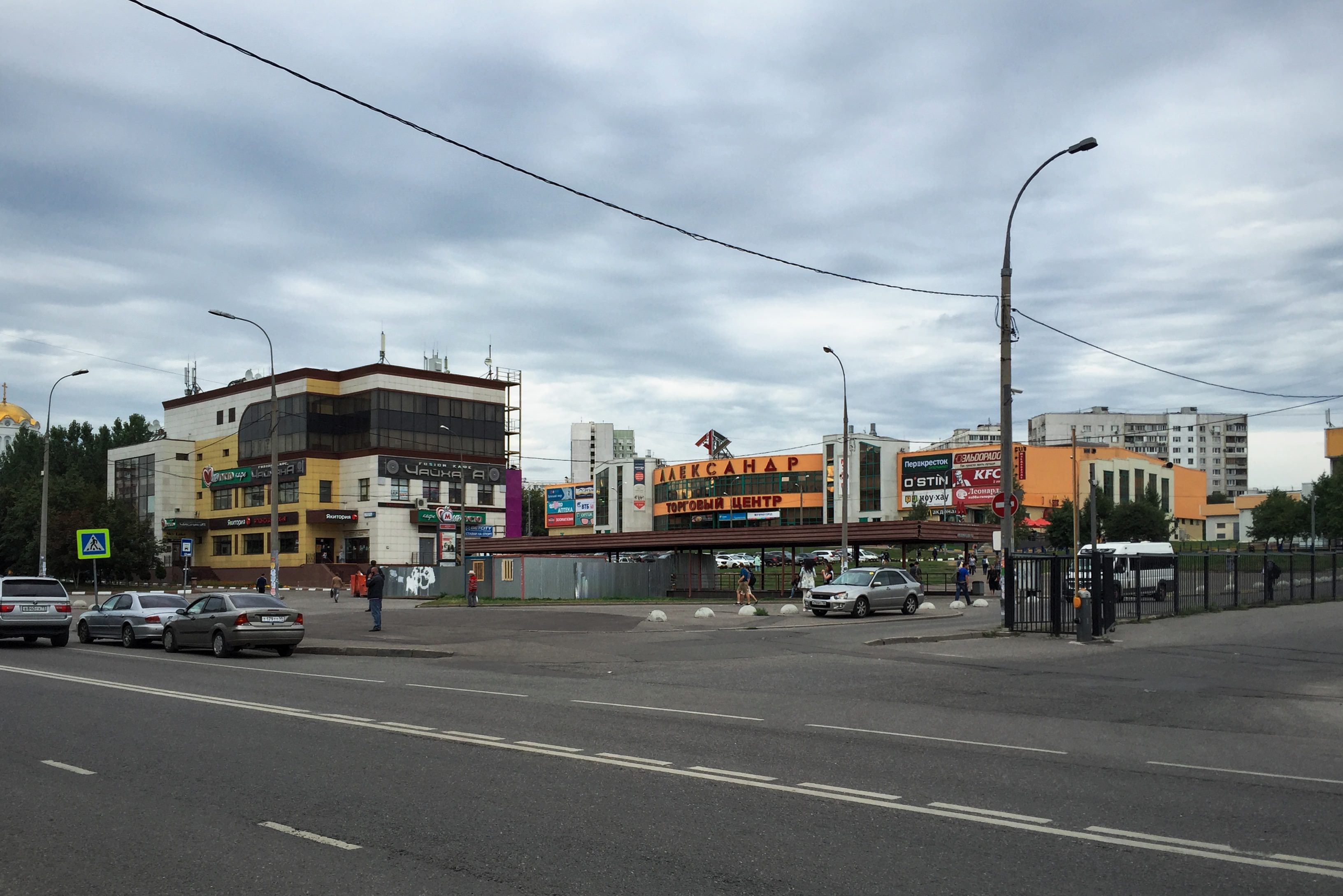
De oude luifel boven de toegang naast het busstation
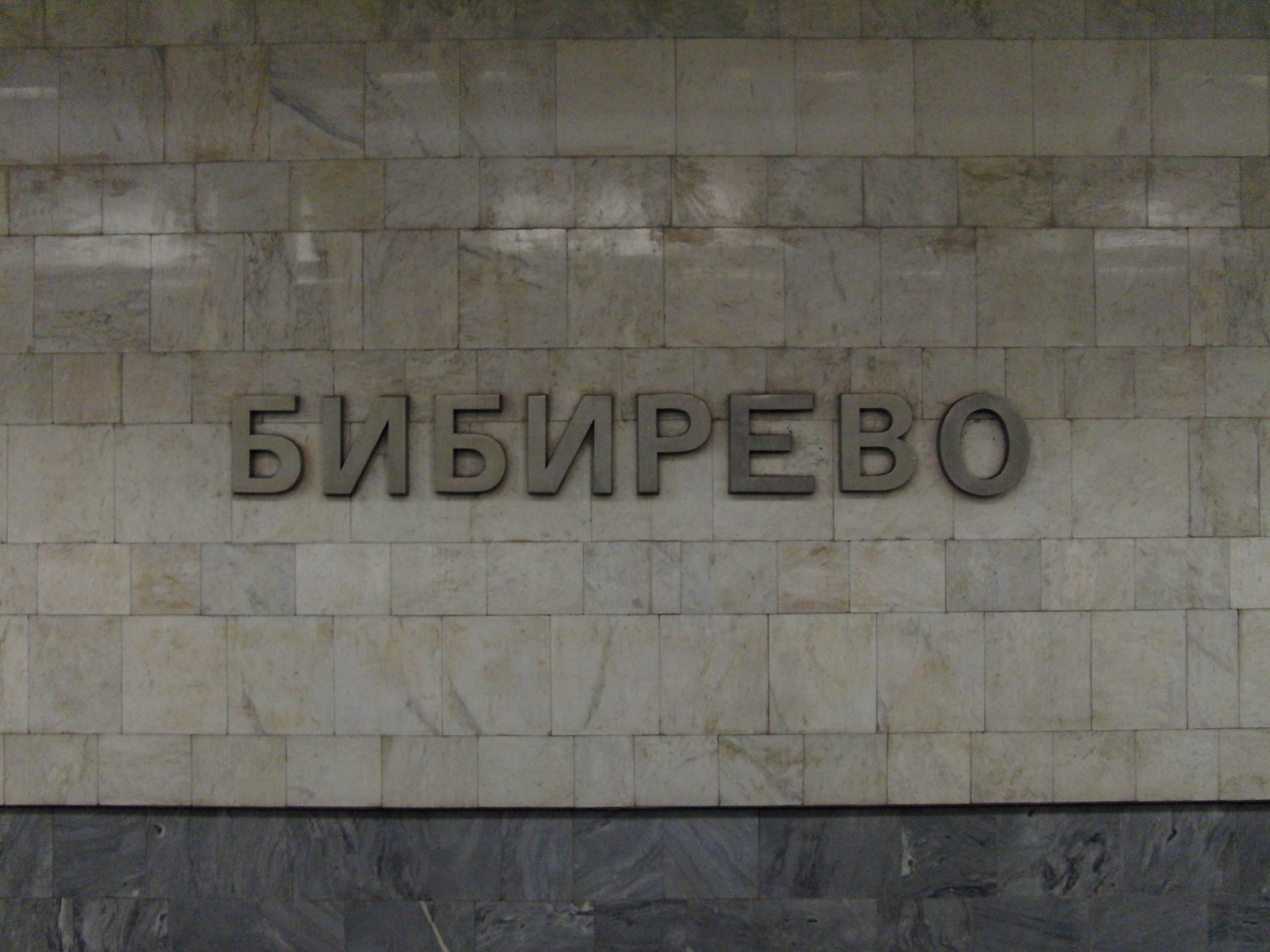
De stationsnaam op de tunnelwand

## Reizigersverkeer
In 1999 werden er dagelijks 50.600 reizigers geteld. In 2002 werden per dag 50.200 instappers en 58.000 uitstappers geteld. Reizigers kunnen op even dagen om 5:54 uur in de metro richting het centrum stappen, op oneven dagen is dit door de week al om 5:44 uur en in het weekeinde zelfs om 5:42 uur. In noordelijke richting vertrekt door de week de eerste metro om 6:04 uur op even dagen en op oneven dagen om 5:57 uur. In het weekeinde is dit respectievelijk 6:07 uur en 6:01 uur.